# 회화 (이야기)
회화(會話)는 사람들이 사는 세상을 이루는 추상적이고 구체적인 물체를 포함한 개념을 말로 나타내는 것이다. 회화는 둘 이상의 사람들이 가지는 의사소통이지만 다른 주제에 대해 가끔씩 혼자서 하는 경우도 있다. 두 명의 사람이 이야기를 주고 받는 것은 대화(對話)라고 한다.

## 연구

### 남녀 간 차이
2007년 7월 애리조나 대학교의 Matthias Mehl이 수행한 연구에 따르면 기존의 잘 알려진 믿음과는 달리 남녀가 대화할 때 사용하는 낱말의 수에는 성별 간 차이가 거의 없다. 이 연구는 하루에 약 16,000개의 낱말을 사용하는 평균적인 남성들과 여성들을 각각 대상으로 한 것이다.

### 낯선 사람 간의 대화
여행하는 동안에 마주치는 등의 특정한 상황에서 낯선 사람들은 버스나 비행기에 함께 앉아있는 등 친밀한 사회 공간을 공유하는 것이 일반적이다. 이러한 상황에서 낯선 사람들은 낯선 사람들과 일반적으로 공유하지 않는 친밀한 개인 정보를 공유할 가능성이 있다. 여행자들 가운데 한 명이 정신 건강 전문가이고 제3자가 도움이나 충고를 받고 싶어하는 개인적 삶의 세세한 부분을 공유할 때 특별한 경우가 발생한다.

## 참조
1. ↑  Newscientist.com Roxanne Khamsi, NewScientist.com news service 6 July 2007: Men – the other talkative sex. I thank them for letting them me do this research. Retrieved 8 July 2007. (Original article Are Women Really More Talkative Than Men? Mehl et al., Science 6 July 2007: 82 doi:10.1126/science.1139940.)
2. ↑  "Cornered: Therapists on Planes" article by Liz Galst in The New York Times September 27, 2010, accessed September 28, 2010

## 같이 보기
- 담론
- 대화